# Whitehawk FC
Whitehawk FC (celým názvem: Whitehawk Football Club) je anglický fotbalový klub, který sídlí ve městě Brighton and Hove v nemetropolitním hrabství East Sussex. Založen byl v roce 1945 pod názvem Whitehawk & Manor Farm Old Boys FC. Od sezóny 2018/19 hraje v Isthmian League Premier Division (7. nejvyšší soutěž). Klubové barvy jsou červená a bílá.
Své domácí zápasy odehrává na stadionu The Enclosed Ground s kapacitou 2 175 diváků.

## Historické názvy
Zdroj: 
- 1945 – Whitehawk & Manor Farm Old Boys FC (Whitehawk & Manor Farm Old Boys Football Club)
- 1960 – Whitehawk FC (Whitehawk Football Club)

## Získané trofeje
- Sussex Senior Cup ( 5× )
  - 1954/55, 1958/59, 1990/91, 2011/12, 2014/15

## Úspěchy v domácích pohárech
Zdroj: 
- FA Cup
  - 2. kolo: 2015/16
- FA Trophy
  - 2. kolo: 2013/14, 2016/17
- FA Vase
  - Semifinále: 2009/10

## Umístění v jednotlivých sezonách
Stručný přehled
Zdroj: 
- 1952–1967: Sussex County League (Division One)
- 1967–1968: Sussex County League (Division Two)
- 1968–1977: Sussex County League (Division One)
- 1977–1981: Sussex County League (Division Two)
- 1981–2010: Sussex County League (Division One)
- 2010–2012: Isthmian League (Division One South)
- 2012–2013: Isthmian League (Premier Division)
- 2013–2015: Conference South
- 2015–2018: National League South
- 2018– : Isthmian League (Premier Division)

Jednotlivé ročníky
Zdroj: 
Legenda: Z - zápasy, V - výhry, R - remízy, P - porážky, VG - vstřelené góly, OG - obdržené góly, +/- - rozdíl skóre, B - body, červené podbarvení - sestup, zelené podbarvení - postup, fialové podbarvení - reorganizace, změna skupiny či soutěže
| Sezóny  | Liga                                 | Úroveň | Z  | V  | R  | P  | VG  | OG | +/- | B  | Pozice |
| ------- | ------------------------------------ | ------ | -- | -- | -- | -- | --- | -- | --- | -- | ------ |
| 2009/10 | Sussex County League (Division One)  | 9      | 38 | 26 | 7  | 5  | 85  | 36 | +49 | 85 | 1.     |
| 2010/11 | Isthmian League (Division One South) | 8      | 42 | 26 | 10 | 6  | 109 | 44 | +65 | 88 | 3.     |
| 2011/12 | Isthmian League (Division One South) | 8      | 40 | 29 | 6  | 5  | 82  | 26 | +56 | 90 | 1.     |
| 2012/13 | Isthmian League (Premier Division)   | 7      | 42 | 25 | 13 | 4  | 88  | 42 | +46 | 88 | 1.     |
| 2013/14 | Conference South                     | 6      | 42 | 12 | 10 | 20 | 56  | 71 | -15 | 46 | 19.    |
| 2014/15 | Conference South                     | 6      | 40 | 22 | 6  | 12 | 62  | 47 | +15 | 72 | 4.     |
| 2015/16 | National League South                | 6      | 42 | 18 | 10 | 14 | 75  | 62 | +13 | 64 | 5.     |
| 2016/17 | National League South                | 6      | 42 | 12 | 7  | 23 | 51  | 72 | -21 | 43 | 17.    |
| 2017/18 | National League South                | 6      | 42 | 8  | 10 | 24 | 51  | 89 | -38 | 34 | 21.    |
| 2018/19 | Isthmian League (Premier Division)   | 7      | 46 |    |    |    |     |    |     |    |        |